# Karl Heinlein
Karl Heinlein (* 25. März 1892 in Wien; † 2. Mai 1960 ebenda) war ein österreichischer Fußballnationalspieler und Trainer.

## Laufbahn
Der Offensivspieler gewann mit dem Wiener AC an der Seite von Johann Studnicka und Richard Kohn die Österreichische Fußballmeisterschaft 1914/15. In der Saison 1917/18 belegte er mit 13 Treffern den dritten Rang in der Torschützenliste und mit der Elf vom WAC-Platz erreichte er 1918/19 den dritten Rang in der Meisterschaft.
Er bestritt 1917 und 1919 zwei Länderspiele für Österreich. Er debütierte am 26. Dezember 1917 im Länderspiel in Zürich gegen die Schweiz in der Nationalmannschaft. WAC-Vereinskamerad Johann Studnicka war auch bei der 2:3-Niederlage im Einsatz. Sein zweiter Länderspieleinsatz fand am 6. April 1919 in Budapest unter Hugo Meisl gegen Ungarn statt. Heinlein stürmte an der Seite von Josef Uridil, aber die Gastgeber setzten sich mit ihren Offensivstars György Orth und Alfréd Schaffer mit 2:1 Toren durch.
Zu „Carlos“ Heinleins Trainerstationen gehörten der CE Europa in Barcelona, Hakoah Wien und dann von 1929 bis 1931 Holstein Kiel (den Spitznamen hatte er aus der Zeit in Spanien mitgebracht). Anschließend unterschrieb er beim FSV Frankfurt. Später war er bei Hassia Bingen und danach u. a. beim FC Luzern, Wacker Wien und (ab Mai 1936) FC Nancy tätig.
Heinlein wurde am Wiener Zentralfriedhof (Gruppe:120, Reihe 5, Nummer 29) bestattet.